# Park Jin-po
Đây là một tên người Triều Tiên, họ là Park.
Park Jin-Po  (tiếng Hàn: 박진포; sinh ngày 13 tháng 8 năm 1987) là một cầu thủ bóng đá Hàn Quốc thi đấu ở vị trí hậu vệ cho Jeju United.

## Sự nghiệp câu lạc bộ
Park được lựa chọn từ đợt tuyển quân từ đợt tuyển quân K-League bởi Seongnam Ilhwa Chunma mùa giải K-League 2011. Ngày 5 tháng 3 năm 2011, Park có màn ra mắt trước Pohang Steelers trong trận hòa 1-1 trên sân khách, và nhận 1 thẻ vàng.

## Thống kê sự nghiệp câu lạc bộ
Tính đến 25 tháng 11 năm 2011
| Thành tích câu lạc bộ | Thành tích câu lạc bộ | Thành tích câu lạc bộ | Giải vô địch | Giải vô địch | Cúp     | Cúp       | Cúp Liên đoàn | Cúp Liên đoàn | Châu lục | Châu lục  | Tổng cộng | Tổng cộng |
| Mùa giải              | Câu lạc bộ            | Giải vô địch          | Số trận      | Bàn thắng    | Số trận | Bàn thắng | Số trận       | Bàn thắng     | Số trận  | Bàn thắng | Số trận   | Bàn thắng |
| Hàn Quốc              | Hàn Quốc              | Hàn Quốc              | Giải vô địch | Giải vô địch | Cúp KFA | Cúp KFA   | Cúp Liên đoàn | Cúp Liên đoàn | Châu Á   | Châu Á    | Tổng cộng | Tổng cộng |
| --------------------- | --------------------- | --------------------- | ------------ | ------------ | ------- | --------- | ------------- | ------------- | -------- | --------- | --------- | --------- |
| 2011                  | Seongnam Ilhwa Chunma | K League 1            | 28           | 0            | 2       | 0         | 4             | 0             | -        | -         | 34        | 0         |
| 2012                  | Seongnam Ilhwa Chunma | K League 1            |              |              |         |           |               |               |          |           |           |           |
| Tổng cộng sự nghiệp   | Tổng cộng sự nghiệp   | Tổng cộng sự nghiệp   | 28           | 0            | 2       | 0         | 4             | 0             | -        | -         | 34        | 0         |

## Danh hiệu
Seongnam Ilhwa Chunma
- Cúp FA 2011 Vô địch